# 水咲ありみ
水咲 ありみ（みずさき ありみ、1983年7月25日 - ）は、日本の元AV女優。

## 略歴
2001年に「常盤優子（常盤貴子に似ているため）」の名前で『春一番』（KUKI）でAVデビュー。
その後、2003年に「水咲ありみ」に改名し『ラベンダーDiary』（ ATLAS）で再デビュー。その後レーベルをSODクリエイト、MOODYZ、シネマジックに移した。代表作は『先天性痴女 チンポで豹変する女』。

## 作品

### アダルトビデオ
常盤優子 名義
- 春一番 （2001年4月23日、KUKI）
- 迷子になりたい （2001年5月25日、KUKI）
- 病床エクスタシー （2001年7月13日、VIP）

水咲ありみ 名義
- ラベンダーDiary （2003年3月28日、ATLAS）
- 美乳いじめ （2003年4月30日、ATLAS）
- 狂ったDiamond （2003年5月20日、ATLAS）
- 水咲ありみFREAK （ 2003年6月20日、ATLAS）
- Beautiful Life （2003年6月21日、ATLAS）
- Self Fuck （2003年7月18日、宇宙企画）
- 行列のできるレイプ相談所（2003年9月12日、SiTiMi-Soft）
- WEEKEND （2003年9月26日 ビッグモーカル）
- 水咲ありみの超高級ソープ嬢 （2003年10月4日、SODクリエイト）
- デジモでヌイて （2003年11月6日、SODクリエイト）
- お姉ちゃんは僕のいいなり人形 4 （2004年1月8日、SODクリエイト）
- 新・童貞狩り 第4章 （2004年2月5日、SODクリエイト）
- 新任女教師 痴漢凌辱暴行レイプ（2004年3月18日、SODクリエイト）…共演：風間恭子
- 水咲ありみ・青山遥の超高級（本）大人のパーティー （2004年4月3日、SODクリエイト）…共演：青山遥、井藤あい 他
- 先天性痴女 チンポで豹変する女 （2004年5月1日、MOODYZ）
- デジタルモザイク Vol.040 （2004年6月15日、MOODYZ）
- Wドリームウーマン （2004年7月1日、MOODYZ）…共演：愛葉るび
- 奴隷秘書 42 （2004年9月10日、シネマジック）
- 奴隷女医のマゾカルテ （2004年11月26日、シネマジック）
- 奴隷秘書 （2005年3月25日、シネマジック）
- ザ・面接 VOL.84 やめて下さい困ります ビデオは見世物やからな （2005年4月11日、アテナ映像）…共演：蓮条ありあ、天野麻耶

### 写真集
- Cutie!Arimi （2003年4月 双葉社）…撮影：竹内彩
- いちじく。 （2004年3月 英知出版）…撮影：竹内彩